# エドワード・クリントン (初代リンカーン伯)
初代リンカーン伯爵エドワード・ファインズ・ド・クリントン（英語: Edward Fiennes de Clinton, 1st Earl of Lincoln, KG, PC、1512年 - 1585年1月16日）は、イングランドの貴族、廷臣、軍人。
ヘンリー8世からエリザベス女王までのテューダー朝の宮廷に仕え、海軍卿(在任1550年-1553年,1558年-1585年)に長期にわたって在職した。
1517年に第9代クリントン男爵位を継承し、1572年にリンカーン伯爵に叙された。

## 経歴

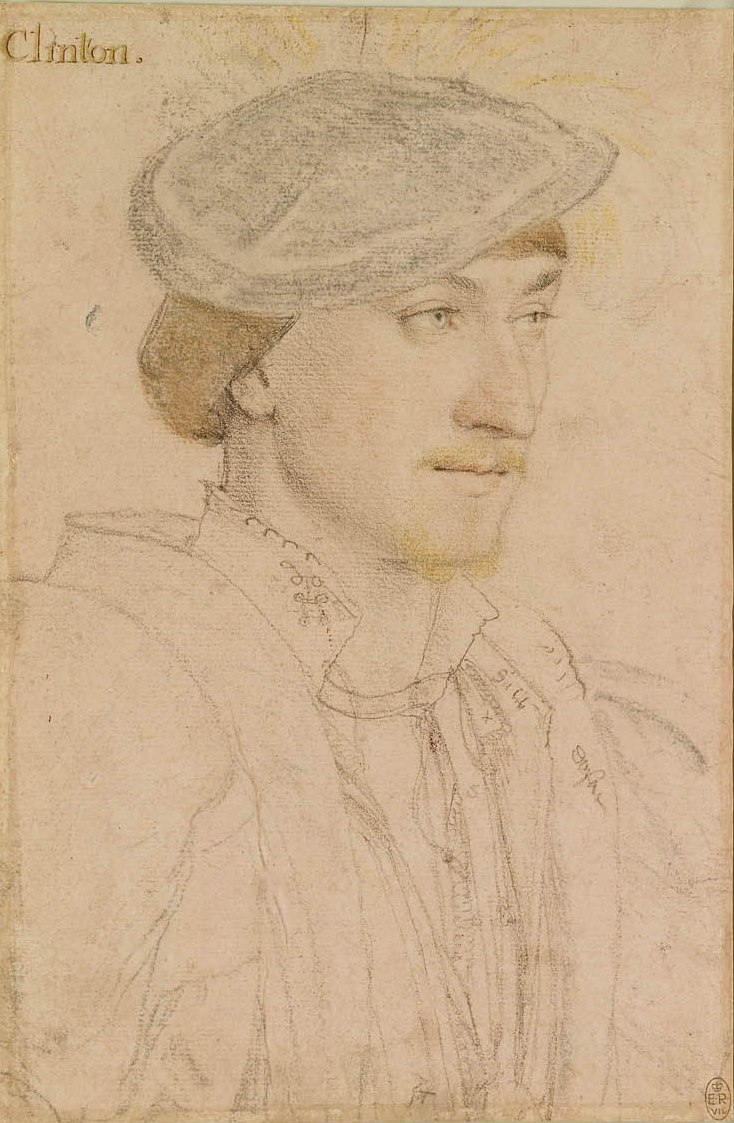
若い頃のクリントン男爵を描いた肖像画（ハンス・ホルバイン画）

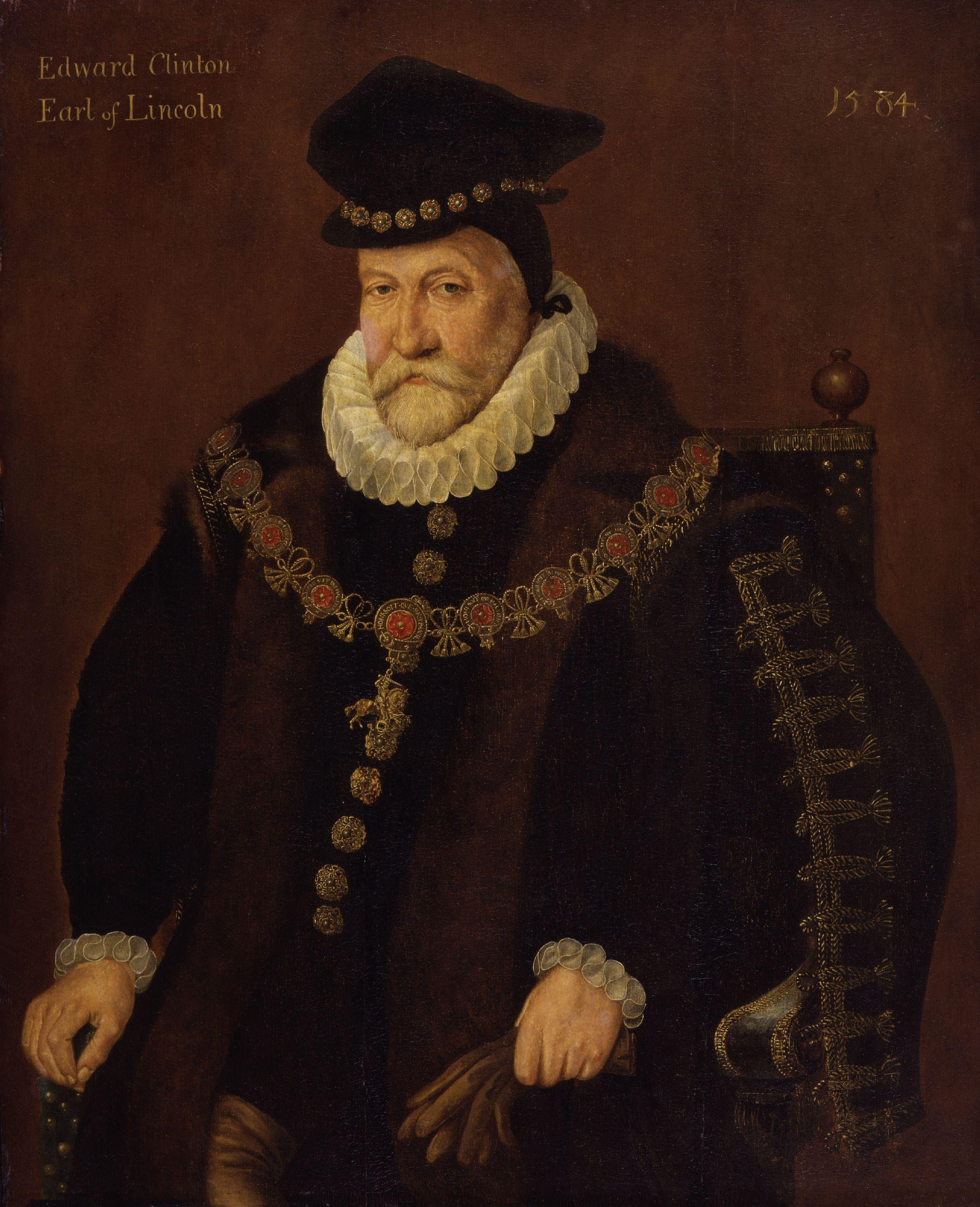
晩年の1584年に描かれたリンカーン伯の肖像画

1512年に第8代クリントン男爵トマス・クリントンとその妻ジョアン（サー・エドワード・ポイニングスの娘）の唯一の男子として生まれる。
1517年8月7日に父の死により第9代クリントン男爵を継承した。1536年に貴族院に召集された。
1544年のヘンリー8世によるスコットランド侵攻に従軍し、同年エジンバラにおいて初代ハートフォード伯エドワード・シーモア（後の初代サマセット公）の手でナイトに叙された。1547年にサマセット公が実施したスコットランド侵攻でもサマセット公との共同運営の艦隊の指揮を執り、ピンキー・クルーの戦いの勝利に貢献した。1548年から1550年にかけてはフランスのブローニュ長官（Governor of Boulogne）を務め、1550年の講和条約に基づいて降服するまでフランス軍の包囲から同市を守り抜いた。
その奮戦が彼への信頼性を高め、1550年の帰国後に栄進した。1550年には枢密顧問官に列するとともに海軍卿に就任した。1551年にはガーター勲章を授与されている。
サマセット公失脚後に権力を握った初代ノーサンバランド公ジョン・ダドリーと親密な関係だったため、1553年にカトリックのメアリー女王が即位すると海軍卿の地位を追われたが、メアリー女王との関係を修復して1554年のワイアットの乱の鎮圧には積極的に参加した。さらに1557年には聖クエンティンの戦いではスペイン軍とともに戦っている。そのため1557年から1558年にかけて海軍卿に再任された。
1558年11月にエリザベス女王が即位したが、彼女の下でも海軍卿の地位を維持した。1569年の北部諸侯の乱の際には鎮圧軍の指揮官の一人を務めた。1572年5月4日にリンカーン伯爵に叙せられた。1573年にはガーター騎士団の長官（Lieutenant of the Order of the Garter）を務めた。
1585年1月16日に死去した。爵位は長男ヘンリー・クリントンが継承した。

## 栄典

### 爵位
1517年8月7日の父トマス・クリントンの死去により以下の爵位を継承した。
- 第9代クリントン男爵 (9th Baron Clinton)
（1299年2月6日の議会招集令状（英語版）によるイングランド貴族爵位）

1572年5月4日に以下の爵位を新規に叙された。
- 初代リンカーン伯爵 (1st Earl of Lincoln)
（勅許状によるイングランド貴族爵位）

### 勲章
- 1551年、ガーター騎士団(勲章)ナイト(KG)[3][2]

## 家族
1530年にエリザベス・ブラント（ヘンリー8世の愛妾で初代リッチモンド公ヘンリー・フィッツロイの母）と結婚。彼女との間に以下の3女を儲けた。
- 長女ブリジット・クリントン（生没年不詳）：ロバート・ディモック（英語版）と結婚
- 次女キャサリン・クリントン（ - 1621）：第4代バーグ男爵（英語版）ウィリアム・バーグと結婚
- 三女マーガレット・クリントン（生没年不詳）：ペラムの第2代ウィロウビー男爵（英語版）チャールズ・ウィロウビー（英語版）と結婚

1541年に第7代ストートン男爵ウィリアム・ストートンの娘アーシュラと再婚。彼女との間に以下の3男2女を儲けた。
- 長男ヘンリー・クリントン（英語版）（1540 - 1616）：第2代リンカーン伯爵位を継承した
- 次男トマス・クリントン（生没年不詳）
- 三男エドワード・クリントン（ - 1575）
- 四女アン・クリントン（ - 1585）：ウィリアム・アイカフと結婚
- 五女フランセス・クリントン（ - 1623）：第3代シャンドス男爵ジャイルズ・ブリッジス（英語版）と結婚